# Malinowa Góra (Wyżyna Olkuska)
Malinowa Góra – wzgórze o wysokości 426 m n.p.m. na Wyżynie Olkuskiej. Znajduje się w Sienicznie w województwie małopolskim.